# Tadeusz Ślusarski
Tadeusz Ślusarski (Żary, 19 de maio de 1950 – Estrada E65 perto de Ostromice, 17 de agosto de 1998) foi um atleta polaco que ganhou a medalha de ouro olímpica na final de salto com vara dos Jogos Olímpicos de 1976, bem como a medalha de prata nos Jogos de de 1980, atrás do seu compatriota Władysław Kozakiewicz.
Para além das duas participações olímpicas, Ślusarski foi campeão da Europa em Pista Coberta em 1974 e 1978, e medalha de prata nas Universíadas de 1977. Em 1983 participou ainda na edição inaugural dos Campeonatos Mundiais, em Helsínquia, onde ficou em 4º lugar.
Faleceu aos 48 anos de idade, num desastre de automóvel, juntamente com o campeão olímpico de lançamento de peso em Munique 1972, Władysław Komar.